# Udelelighedsbrevet
Udelelighedsbrevet er en rigsrådsvedtagelse fra 1494, der er et af Danmarkshistoriens vigtigste dokumenter. Brevet siger, at kongen ejer ikke Danmark og derfor ikke kan dele det mellem sine arvinger.
Hertug Friedrich i Gottorp gjorde krav overfor sin bror Kong Hans på len i Danmark og blev kraftigt støttet af brødrenes mor Enkedronning Dorothea. De ville efter tysk fyrstelig arveskik have landet delt nogenlunde ligeligt mellem brødrene. Kong Hans og Rigsrådet indkaldte til et stændermøde i Kalundborg og fik der vedtaget Udelelighedsbrevet af 1494. Brevet omfattede ikke Sønderjylland, fordi Slesvig-Holsten havde fået et udelelighedsbrev, Ribeprivilegierne af 5. marts 1460, på et møde mellem Kong Christian 1. og danske og holstenske rigsråder.

## Udelelighedsbrevets tekst
Vi Jens Brostrup, ærkebiskop i Lund, Sveriges fyrste og Pavens legat, Niels Skave i Roskilde, Karl Rønnov i Odense, Niels Glob i Viborg, Hartvig Juel i Ribe, Niels Stygge i Vendsyssel, Niels Clausøn i Århus, biskopper, mester Peder, prior i Antvorskov, Johan Jepsøn, provst i Dalby, Erik Otsøn, Povl Laxman, hovmester i Danmark, Eskild Gøye, marsk i Danmark, Henrik Meinstrup, Niels Høgh, Ludvig Marsk, Sten Bille, Hans Walkendrup, Oluf Stigsøn, riddere, Maurids Nielssøn, Niels Eriksøn, Holger Eriksøn, Jørgen Marsvin, Danmarks Riges Råd, gøre vitterligt: at højbåren fyrste Hertug Friedrich haver tit og ofte været begærende af vor nådige Herre og Rigens Råd, at han måtte forsés af Rigernes land og len, efter som tilbørligt kunne være, og var begærende Lolland, Falster og Møn med slotte og stæder. Da gav vor nådige Herre og Rådet ham for svar i København, at den begærende (begæring) er den sag, som rører det ganske Rige på og kunne dermed ingen svar gives oppå uden med alle Rigsens indbyggeres samtykke og fuldbyrd, og ville derfor forskrevne (førnævnte) højbårne fyrste til vilje foreskrive alt Rigens Råd, biskopper, prælater, abbeder, provster, ridderskabet, købstæder, mænd og almue at møde på belejlig sted udi Riget om fuld svar derpå. Da vorde dem alle sådant vitterligt gjort, og så vorde forskrevne højbårne fyrste Hertug Friedrich forskrevet at møde udi Kalundborg Trinitatis søndag (søndag efter pinse, i 1494: 25 maj) Da mødte dér alle Rigens Råd, iiij riddersmænd, mænd af hvert biskopstift, en borgmester, en rådmand og to af menigheden af hver købstad og nogle af almuen, alle med fuldmagt på deres vegne, der hjemme sad. Da var forskrevne højbårne fyrste Hertug Friedrich begærende svar på forskrevne forsynlighed, som han tit tilforne haver været begærende. Da sammen gik (trådte sammen) alle forskrevne og gav de hannem samdrægteligt sådan et svar på sine begæringer, at Danmark er et frit kårerige (valgrige) og kunne (det) derfor ej gøre være (blive gjort) eller fulgt at samtykke (i) det (at) Riget, slotte eller stæder, skal partes eller deles udi flere Herrers vold end een. Givet udi Kalundborg løverdagen næst efter Hellig Legems dag efter Guds byrd mcdxcquarto (1494) under alle vores førskrevne sekreter og indsegl.
(Kilde: Palle Laurings Danmarkshistorie bind 5, Unionskrigene.)